# Strupice (Jelenia Góra)
Strupice, Raszyce (niem. Straupitz) – część miasta Jelenia Góra znajdująca się na północny wschód od centrum miasta między odcinkiem drogi krajowej nr 3 (E65) a drogą wojewódzką 367. Obejmuje obszar i okolice ulicy Wiejskiej, od wiaduktu kolejowego poprzez okolice obwodnicy od zachodu po obwodnicę od wschodu. Przyłączona do Jeleniej Góry w 1954.

## Historia
Dawniej Strupice stanowiły samodzielną wieś; do Jeleniej Góry przyłączono je w 1954. W 1937 znaleziono na polach wsi wiór krzemienny, który mógł stanowić ostrze oszczepu lub grot strzały. Znaleziska topór i siekier kamiennych z lat 1892, 1934 i 1940 i ich datowania świadczą o tym, że niegdyś obszary Strupic pokrywał las, który zaczęto karczować blisko 6 tysięcy lat temu. Między Strupicami a Grabarami odnaleziono pojedyncze fragmenty naczyń glinianych charakterystycznych dla kultury łużyckiej. Prawdopodobnie Słowianie osiedlili się tu na przełomie VII i VII wieku, o czym świadczą znalezione resztki gródka nad Złotuchą. Wiadomo, że w 1288 miejscowość funkcjonowała jako Strupicz, a następnie Strupitz (1345) i Stropitz (1395). W XIII lub XIV wieku na północny zachód od wsi postawiono nieduży kościół pod wezwaniem Świętego Jerzego. W roku 1527 kościół przejęli ewangelicy, którzy w XVI wieku przebudowali go. Do XVIII wieku położony obok kościoła cmentarz był wspólny dla ewangelików i katolików. W 1348 r. książę Bolko II nadał miastu prawo mili; w Strupicach nie mógł więc rozwijać się handel ani rzemiosło, gdyż położone były w jej obrębie. Miasto kupiło wieś dopiero w 1448 roku, od tamtego momentu Strupice należały do własności rady miejskiej. W 1669 roku Strupice liczyły 96 mieszkańców wyżej 15. roku życia. W 1797 roku Strupice zamieszkiwało 1157 osób. W 1805 zbudowano tu szkołę. W 1851 roku Friedrich Erfurt z bratem Juliusem (rodzina Erfurtów osiedliła się w Jeleniej Górze w latach 40. XIX w.) kupili dawny młyn zbożowy w Strupicach, na terenie dzisiejszego mostu moście na Bobrze (łączącego ul. Złotniczą z ul. Różyckiego) i założyli na jego miejscu papiernię (firma Gebrüder Erfurt). W 1883 zakładach pracowało 140 osób (głównie byli to mieszkańcy Strupic), dla których wybudowano osiedle (dzisiejsze ulice: ul. Wiosenna, Letnia i Jordana). W 1924 roku papiernię kupiła spółka Hirschberger Papierfabrik GmbH, a następnie Hirschberger Papierfabrik Betriebgesellschaft GmbH, zlikwidowana w 1936 roku. W 1954 Strupice przyłączono do Jeleniej Góry. Dzisiejszy teren dzielnicy obejmuje obszar i okolice ulicy Wiejskiej, od wiaduktu kolejowego poprzez okolice obwodnicy od zachodu po obwodnicę od wschodu.
Pod koniec lat 60. XX wieku rozpoczęła się budowa osiedla w bliskim sąsiedztwie wsi, w związku z czym w 1972 erygowano tu odrębną parafię p.w. św. Wojciecha. W 1982 r. rozpoczęła się budowa nowej świątyni pod tym wezwaniem, odbywająca się poprzez rozbudowę kościoła św. Jerzego. Do większych inwestycji Strupic należy Szpital Wojewódzki, obecnie Wojewódzkie Centrum Szpitalne Kotliny Jeleniogórskiej.

## Zabytki
Do wojewódzkiego rejestru zabytków wpisany jest:
- kościół fil. pw. św. Jerzego, z XV-XVIII w.[4]